# Peeter Volkonski
Peeter Volkonski (Tallinn, 12 september 1954) is een Estisch acteur, rockmuzikant en filmcomponist. Hij werd bekend van de in 1978 opgerichte punkband Propeller. Hij is een afstammeling van het Russisch adellijke Volkonski-geslacht.